# Emil Andreasen
Alfred Viggo Emil Andreasen kaldet ”Bryggeren” (senere Fjordvald; 4. september 1895 i København – 26. maj 1972 smst) var en dansk bokser som deltog under Sommer-OL 1920. Han boksede for IK99, i København.
I 1920 blev han elimineret i kvartfinalen i vægtklassen letsværvægt under OL efter at han tabte en kamp mod britten Hugh Brown. Han blev professionel 1920 og var et stort navn i dansk professionel boksning, men blev slået af den danske sværvægteren Cordt Andersen i 1924.